# XVCD
Bei der XVCD (eXtended Video-CD) handelt es sich um eine nicht standardkonforme Video-CD (VCD) zur Speicherung von Videodaten auf einer normalen CD-ROM oder CD-R(W), die eine längere Abspieldauer bietet.

## Format
Eine normale VCD ist im MPEG-1-Verfahren mit konstanter Bitrate (CBR) kodiert, d. h. alle Szenen werden mit standardmäßig 1150 kbit/s für den Videostream kodiert; unabhängig davon, ob es sich um eine schnelle, bewegungsreiche Szene oder ein großteils statisches Standbild handelt.
Die eXtended-VCD ist MPEG-1-kodiert, mit variabler Bitrate (VBR), d. h. die Bitrate wird bei schnellen Szenen auf bis etwa 2000 kbit/s angehoben, kann dafür aber bei sehr ruhigen Szenen auf bis zu 300 kbit/s absinken. Es wird außerdem mit einer geänderten Quantisierungsmatrix gearbeitet und – um weiteren Speicherplatz zu gewinnen – wird die Bitrate der Tonspur reduziert, sowie ggf. zusätzlich die GOP (Group of Pictures) verlängert.
Durch diese Änderungen lässt sich ein Spielfilm von etwa 2 Stunden Länge auf einer einzigen CD unterbringen.
Neben VCD gibt es weitere Varianten für Auflösungen von 352 × 288 bis zu 720 × 576 Bildpunkten und in den Fernsehnormen PAL und NTSC, die unter der Rubrik "eXtended" zu finden sind. Umgangssprachlich hat sich XVCD für MPEG1, VCD-Auflösung und 1-CD-Dateigröße für eine Videodatei durchgesetzt.
Durch enge Anlehnung (hier "variable Bitrate") an den SVCD-Standard können die meisten DVD-Player XVCDs in der VCD-Auflösung (352×288 PAL bzw. 352×240 NTSC) abspielen. Die Erfahrung hat gezeigt, dass vor allem „Billigplayer“ in der unteren (Consumer-)Preisklasse hier weniger(!) Probleme haben.
XVCD-Varianten (XVCD, MVCD, KVCD, AVCD …) unterscheiden sich im Wesentlichen durch Auflösung, Bitrate, GOP und die eingesetzte Quantisierungsmatrix. Hier sollte ggf. auf mögliche Kompatibilitätsprobleme zum Beispiel im Bereich „erlaubter Auflösungen“ bzw. zu extremer GOP-Werte geachtet werden. MVCD/KVCD zum Beispiel sind vorrangig CD-Formate (VCD). Die DVD-Video-Spezifikation ist deutlich strenger und führt ggf. zu Abspielfehlern. Dies ist je nach DVD-Player-Modell sehr unterschiedlich.

## Entwicklung des Formats
Entwickelt und erfunden wurde das XVCD-Format im Februar 2000. Hintergrund der Entwicklung war die erste Verfügbarkeit fernöstlicher Billig-DVD-Player, die sich nicht nur auf die Wiedergabe gepresster DVD und Video-CD beschränkten, sondern erstmals auch selbstgebrannte Video-CDs, MP3-Dateien und Bilder wiedergeben konnten.
Das Format machte es sich zunutze, das viele DVD-Spieler „fehlertolerant“ waren und Ungenauigkeiten beim Abspielen ausgleichen konnten.
Der Lösungsweg zur Erstellung einer XVCD wurde nach langen Testreihen erstmals im Frühjahr 2000 im DVDBoard der Öffentlichkeit zugänglich gemacht und dem neu gekürten Video-CD-Standard die Bezeichnung XVCD (eXtended Video-CD) vergeben.
Da die Verwendung des MPEG1-Formats mit hohen Datenraten jedoch viele Standard-Player überforderte und das Format SVCD auf MPEG2-Basis, sowie die Wiedergabe von DivX-AVI-Dateien langsam Verbreitung fand, erledigte sich das Erstellen/Brennen dieser aufgebohrten Videodateien mit der Zeit und wird heute nicht mehr verwendet. Ebenso verdrängte die Verfügbarkeit von DVD-Brennern für Heimanwender die Verwendung/Nutzung selbsterstellter Video-CDs.

## Weitere Formate
- Video-CD
- Super Video Compact Disc
- XSVCD
- RSVCD
- MVCD